# Sachiko Kamo
Sachiko Kamo (jap. 加茂幸子 Kamo Sachiko; ur. 11 lutego 1926 w Meguro, Tokio, zm. 28 października 2003) – tenisistka japońska, pionierka tenisa kobiecego w Japonii.
Pochodziła z zasłużonej dla japońskiego tenisa rodziny – jej starsza siostra Junko (ur. 31 marca 1923, zm. 31 marca 2003) była zawodniczką i żoną kapitana reprezentacji daviscupowej Kiichiro Nakamuty, młodszy brat Reijin został powołany do reprezentacji narodowej w 1954, a najmłodszy z rodzeństwa Kosei triumfował w 1955 w wielkoszlemowych mistrzostwach USA w grze podwójnej. Sachiko Kamo odniosła łącznie szesnaście zwycięstw w narodowych mistrzostwach Japonii, wygrywając osiem razy grę pojedynczą (1946–1951, 1953, 1955), pięć razy grę podwójną (1940, 1942, 1948-1950) i trzy razy grę mieszaną (1949, 1950, 1955). Wszystkie zwycięstwa mikstowe świętowała w parze z bratem Kosei.
Kamo była pierwszą Japonką uczestniczącą w rywalizacji wielkoszlemowej. W 1952 dotarła do III rundy Wimbledonu, otrzymując wolny los w I rundzie, pokonując Austriaczkę Strecker i ulegając Włoszce Migliori. W debiucie w mistrzostwach USA w 1952 odpadła w I rundzie z reprezentantką gospodarzy Julie Sampson. Dwa lata później doszła w tym turnieju do III rundy, pokonując Brytyjkę Rook i Amerykankę Hubbell, a odpadając z inną Amerykanką, rozstawioną Lois Felix.